# Adalbert von Hanstein
Ludwig Adalbert von Hanstein, född den 29 november 1861 i Berlin, död den 11 oktober 1904 i Hannover, var en tysk skriftställare. Han var son till Johannes von Hanstein och far till Wolfram von Hanstein.
von Hanstein, som blev docent vid tekniska högskolan i Hannover från 1900 och 1903 fick professors namn, heder och värdighet, var mycket verksam både som teaterkritiker, tidningsman, dramaturg och litteraturhistoriker samt efterlämnade ett stort antal arbeten, bland annat dramerna Um die Krone (1885), Die Königsbrüder (1892), Gotzkowsky (1896), König Saul (1897), romanerna Die Aktien des Glückes (1895) och Zwei Welten (1898), dikterna Menschenlieder (1887; 3:e upplagan 1904), Von Kains Geschlecht (1888), Der Liebesrichter (1893), Der Vikar (1897; 2:a upplagan 1904) och Achmed (1899) samt de litteraturhistoriska Albert Lindner (1888), Ibsen als Idealist (1897), Gerhard Hauptmann (1898) och Das jüngste Deutschland (1900; 10:e tusendet 1905), vilket blev mycket omstritt på grund av sina starkt personliga omdömen. Till kvinnorörelsens historia bidrog han 
med Die Frauen in der Geschichte des deutschen Geisteslebens (2 band, 1899-1900).